# Propalticus mixtocomatus
Propalticus mixtocomatus is een keversoort uit de familie Propalticidae. De wetenschappelijke naam van de soort is als Microlama mixtocomatum voor het eerst geldig gepubliceerd in 1939 door John.
De soort is waargenomen in China, India, Indonesië, Sri Lanka en Vietnam.